# WIPA

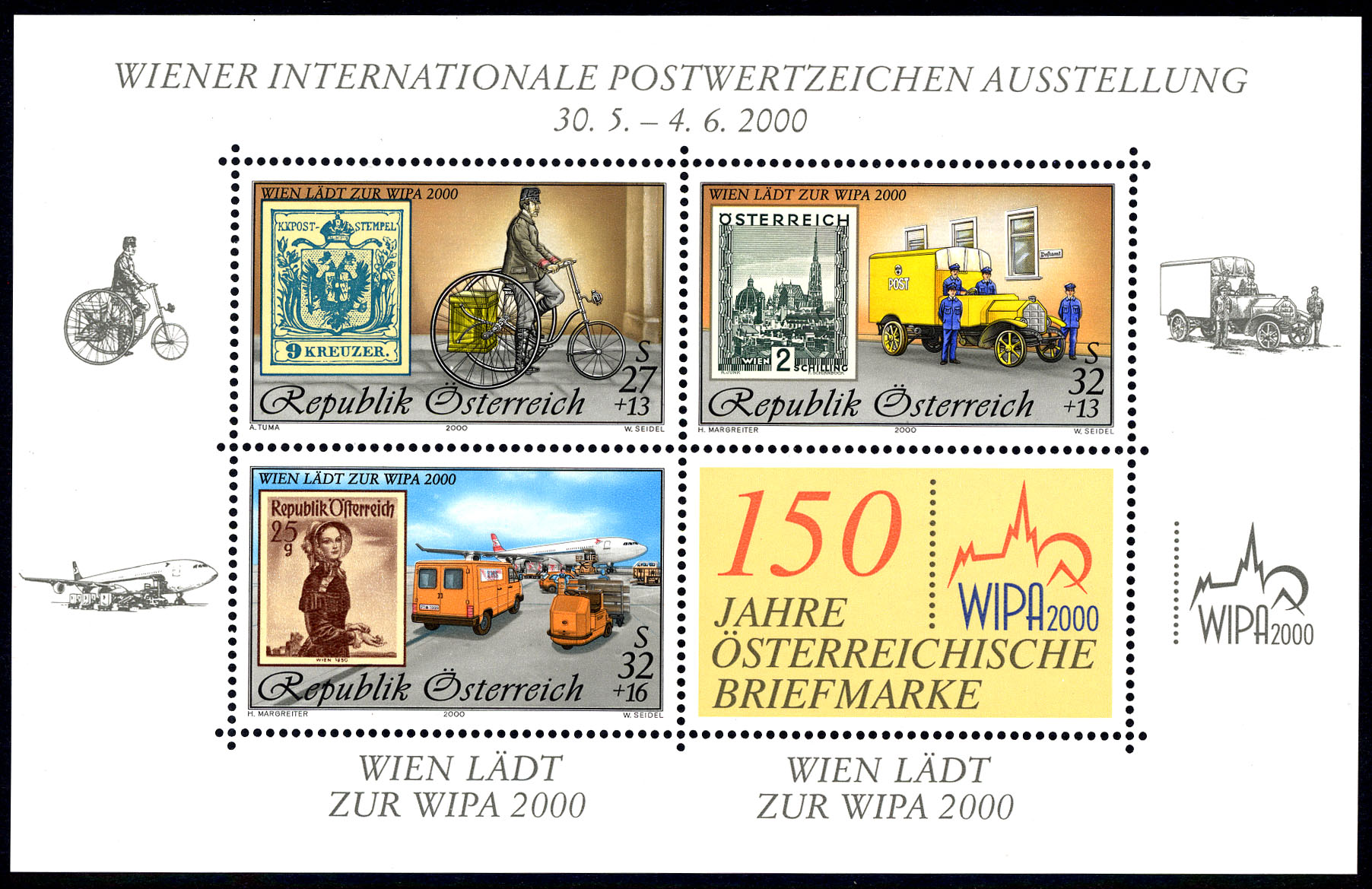
Postwertzeichen anlässlich 150 Jahre Österreichische Briefmarke und WIPA 2000

Die Wiener Internationale Postwertzeichen-Ausstellung (WIPA) (engl. International Philatelic Exhibition in Vienna) ist ein philatelistisches Großereignis in Wien, das bisher sechsmal stattfand. 
Die erste WIPA im Jahr 1881 wurde vom Wiener Philatelistenclub veranstaltet. Die nächste Ausgabe wurde 1933 von Edwin Müller, einem der bedeutendsten Philatelisten Österreichs, organisiert. Es folgten weitere Ausstellungen 1965, 1981, 2000 und 2008. Die WIPA 2000 stand im Zeichen des Todes von Friedensreich Hundertwasser, der auch viele Briefmarken gestaltet hatte. Die letzte WIPA fand vom 18. bis 21. September 2008 statt.